# Рукопись «Канона врачебной науки» (1142/3)
Рукопись «Канона врачебной науки» знаменитого персидского учёного и врача Ибн Сины была переписана в 537 году хиджры (1142 или 1143 год) в Багдаде старым «насхом», только через 104 года после смерти автора. Является известным трудом в области фармакологии и медицины. Хранится в Институте рукописей Национальной Академии Наук Азербайджана в Баку. Это старейшая рукопись «Канона» в Азербайджане и одна из старейших в мире. Написана рукопись на толстой белой бумаге чернилами чёрного цвета. Заголовки написаны красными чернилами.

## Содержание
Данная рукопись является рукописью второй книги «Канона» и посвящена главным образом фармакологии. Работа содержит фармацевтические описания сотен натуральных лекарств: растений, минералов и веществ животного происхождения. Она содержит разъяснение действий лекарственных растений и их изготовление. В конце книги даются некоторые названия лекарств, взятые из греческого и других языков, а также указаны меры веса, употреблявшиеся в XII веке.

## История рукописи
Рукопись очень хорошо сохранилась. Начиная с XIX века она бережно передавалась из поколения в поколение в семье азербайджанского медика Гаибова. Так, после того, как рукопись была переписана в 1142/3 году в Багдаде, она попала в Исфахан. Известный азербайджанский врач XIX века Мирза Мухаммед Гаибов, когда учился в Исфахане, приобрел там эту книгу и привез её в Тебриз, и оттуда в Шушу. М. М. Гаибов был хакимбаши (главный врач) Хуршидбану Натаван — известной азербайджанской поэтессы XIX века. Впоследствии книга досталась внуку М. М. Гаибова — Г. Гаибову, который был врачом и работал в городе Шуше до 80-х годов. В тридцатые годы, когда преследовались любые проявления старой, «нереволюционной» культуры — Г. Гаибов был вынужден прятать эту книгу и многие другие рукописные труды. Лишь в 50-е годы Г. Гаибов передал их в республиканский фонд. Так, в 1956 году рукопись была приобретена Республиканским фондом Академии наук Азербайджанской ССР. Наряду с ней была приобретена и рукопись «Канона», переписанная в 1259 году, также хранившаяся в семье Гаибова.

## Значение рукописи
Второй том «Канона врачебной науки» был переведён на узбекский и русский языки в основном с данной Бакинской рукописи (Ташкент, 1980—1982 годы). По этому манускрипту переводятся IV и V книги «Канона».
В 2005 году эта рукопись наряду с другими средневековыми рукописями, хранящимися в Институте рукописей в Баку, была включена от Азербайджана в реестр всемирного документального наследия «Памяти мира» ЮНЕСКО.